# Allan Cunningham
Allan Cunningham (Wimbledon, 13 juli 1791 – Sydney, 27 juni 1839) was een Engelse botanicus en ontdekkingsreiziger. Hij staat voornamelijk bekend om zijn expedities in Australië.

## Leerschool
Cunningham werd geboren in Wimbledon in het graafschap Surrey. Zijn vader, die eveneens Allan Cunningham heette, was afkomstig van Renfrewshire in Schotland en was hoofdhovenier van Wimbledon Park. Zijn moeder was Engelse en heette Sarah Dickin. Hij werd opgeleid aan een private school in Putney, de academie van John Adams. Hij begon zijn carrière in een notariskantoor maar recht sprak hem niet aan. In 1808 werd hij klerk voor de botanicus William Townsend Aiton die de Royal Botanic Gardens van Kew overzag. Daar kwam hij in contact met Robert Brown die botanicus was geweest onder Matthew Flinders en op dat moment bibliothecaris was voor Joseph Banks. Het was op voordracht van Banks dat Cunningham werd aangeduid als botanisch verzamelaar voor de koninklijke tuinen. Hij scheepte op 29 oktober 1814 in op de HMS Duncan onder het gezag van James Bowie. Ze zetten zeil naar Rio de Janeiro om de flora van Brazilië te bestuderen en specimina te verzamelen. Ze verbleven er twee jaar. Vervolgens kreeg Bowie het bevel naar Kaap de Goede Hoop te varen en Cunningham diende zich aan boord van de Surry naar New South Wales te begeven.

## Australië
Cunningham bereikte Sydney op 20 december 1816. Hij werd er ontvangen door gouverneur Lachlan Macquarie die hem voorstelde John Oxley's expeditie te vergezellen naar het gebied ten westen van de Blue Mountains. Voor hij in april 1817 op expeditie vertrok huurde hij een huisje in Parramatta en bestudeerde de flora in de omgeving. Tijdens Oxley's expeditie, waarbij 1.930 kilometer werd afgelegd, verzamelde hij specimina van 450 plantensoorten en deed belangrijke ervaring op. De expeditie bracht de rivieren Lachlan en Macquarie in kaart. De laatste 4 maanden bracht Cunningham door met het voorbereiden van de specimina voor verzending naar de Kew Gardens waar zijn jongere broer Richard ze onder zijn zorg nam. Hij exploreerde de omgeving rond Parramatta verder en bereidde zich voor op de expeditie met Phillip Parker King naar de kusten in het noorden en noordwesten van Australië. Tijdens zijn verkenningen over land zaaide Cunningham zaden van verschillende planten die hij uit Brazilië, Kaap de Goede Hoop en Engeland had meegebracht op plaatsen waar hij ze leefbaar achtte.

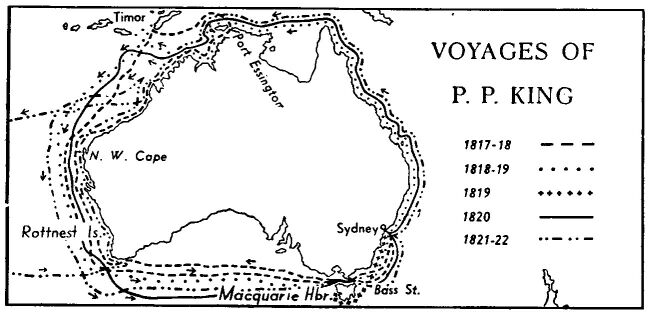
King-expedities

Op 22 december 1817 scheepte Cunningham in op de kotter Mermaid onder gezag van King. Aan boord waren onder meer John Septimus Roe en de Aboriginesleider Bongaree die nog met kapitein Matthew Flinders gevaren had. De expeditie deed onder meer Twofold-baai, King George Sound en Oyster Harbour, de golf van Exmouth en Port Walcott aan en verkende de noordkust van Arnhemland. De Mermaid bezocht vervolgens Rafflesbaai, Port Essington, Van Diemen's Gulf, Melville-eiland, de Goulburneilanden, Bathursteiland en Timor. Op 29 juli 1818 voer ze de haven van Sydney weer in. Cunningham had specimina van 300 plantensoorten verzameld waaronder vele nieuwe uit Arnhemland. Hij verkende de streek rond Parramatta verder en deed een expeditie over land in de regio Illawarra ten zuiden van Sydney. Op het einde van 1818 voer hij met de Mermaid onder King naar Hobart in Van Diemensland waar ze op 2 januari 1819 aankwamen. Ze deden ook Launceston aan maar vonden weinig specimen van nieuwe soorten daar Brown hen er al was voorgegaan.
In mei 1819 zette King met de Mermaid en met Cunningham aan boord zeil naar de noordoostkust om vervolgens voor de tweede maal de noord- en noordwestkust aan te doen. Port Macquarie, Port Curtis, de Percy-eilanden, Repulse-baai, Clevelandbaai, Palmeiland, Rockinghambaai, Fitzroy-eiland, de Endeavour-rivier, kaap York, de Goulburneilanden, de kust tussen de Clarence-straat en Admirality Gulf en kaap Voltaire werden in navolging van James Cook en Matthew Flinders verkend. In januari 1820 kwam de Mermaid weer in Sydney aan. Cunningham had specimina van meer dan 400 plantensoorten verzameld. Op 15 juni werd voor een derde expeditie naar de noordkust uitgevaren maar slecht weer verplichtte hen om voor herstellingen terug te keren. Op 17 juli 1820 lichtte de Mermaid weer anker voor een derde expeditie naar het noorden en noordwesten. Booby Island werd aangedaan. Het werd ook wel "The Post Office" genoemd omdat schepen er informatie en brieven achterlieten. Toen ze op 9 december de haven van Sydney weer invoeren vernam Cunningham dat zijn vriend en mentor Sir Joseph Banks gestorven was. De Mermaid was ondertussen in zo'n slechte staat dat ze werd ingewisseld voor de Haldane die de nieuwe naam HMS Bathurst kreeg.
Op 26 mei 1821 vertrok Cunningham aan boord van de Bathurst onder het gezag van King voor een vierde expeditie naar de noordwestkust. Het schip was twee maal zo groot als de kotter Mermaid. Er gingen een aantal bijkomende zeelui mee en Boongaree werd vervangen door een Aboriginesman genaamd Bundell. Ze deden Mauritius aan waar Cunningham Australische specimina ruilde voor specimina uit Indië, Afrika en Madagaskar. Ze voeren vervolgens naar King George-sund. Daar maakten ze kennis met de plaatselijke Aborigines. Het ging er vriendelijk aan toe. Een van hen was zeer open en intelligent en voelde zich zo tot de Britten aangetrokken dat ze hem Britse kleding gaven en "Jack" noemden. Later zou men ervan uitgaan dat dit Mokare betrof. Daarna voeren ze weer noordwaarts langs de westkust waarbij ze Rottnesteiland, Houtman Abrolhos, Dirk Hartogeiland, King-sund en de Cygnetbaai bezochten. Op 22 april 1822 bereikten ze Sydney terug. Cunningham droeg een hoofdstuk bij aan Kings werk over de expedities : Narrative of a Survey of the Intertropical and Western Coasts of Australia.
Van september 1822 tot december 1825 verkende Cunningham het binnenland in het zuidoosten van Australië. Hij zocht en vond een weg van Bathurst door het Liverpoolgebergte naar de Liverpoolvlakte en noemde ze Pandora's Pass. Met Jules Dumont d'Urville die de haven met de Coquille was binnengelopen bezocht Cunningham nogmaals Bathurst. Hij schreef zijn bevindingen in A Specimen of the Indigenous Botany … between Port Jackson and Bathurst en in Journal of a Route from Bathurst to Liverpool Plains die werden gepubliceerd in Geographical Memoirs on New South Wales (1825).
In augustus 1826 zeilde Cunningham aan boord van een walvisjager naar Nieuw-Zeeland. Hij keerde terug naar Sydney in januari 1827. Zijn bevindingen werden opgenomen in Companion to the Botanical Magazine (1836) en in Annals of Natural History (1838-39). Van 20 januari 1827 tot eind augustus deed Cunningham zijn langste en vermoedelijk belangrijkste expeditie. Vanuit de vallei van de Hunter trok hij noordwaarts waarbij hij de rivieren Peel en Dumaresq ontdekte en overstak, de Darling Downs verkende en terug keerde naar de Huntervallei en Bathurst. In de Darling Downs ontdekte hij de bergpas Spicers Gap waarvan hij hoopte dat ze de Moretonbaai verbond met de vruchtbare vlakten van de Darling Downs. In juli en augustus keerde hij over zee terug naar de Moretonbaai en verkende het gebied ten zuiden van de rivier Logan en het Macphersongebergte. Hij ontdekte een nieuwe bergpas. Deze pas werd de Cunningham Gap genoemd. In mei 1829 verkende hij de vallei van de bovenloop van de Brisbane. Van mei tot september 1830 bezocht hij Norfolk-eiland.
In 1828 had Cunningham de toestemming gevraagd om te mogen terug keren naar Engeland. Hij verkreeg die toestemming in 1830. Cunningham vertrok op 25 februari 1831 aan boord van de Forth en bereikte Engeland in juli 1831. Hij ordende zijn collectie specimina in een herbarium en bereidde een aantal papers voor publicatie voor. Cunningham werd verkozen tot fellow van de Linnean Society of London. De Journal of the Royal Geographical Society of London (1832) publiceerde zijn Brief view of the progress of interior discovery in New South Wales en de Proceedings of the Geological Society, London (vol. 2, 1834-35) publiceerde zijn On the physical and geological structure of the country to the west of the Dividing Range between Hunter's River … and Moreton Bay ….
Nadat Charles Fraser in 1831 stierf werd Cunningham de job van koloniaal botanicus aangeboden maar hij weigerde en zijn broer Richard ging op het aanbod in. In april 1835 raakte Richard verdwaald en werd gedood door een Aboriginesman die hem probeerde te helpen maar schrik kreeg van de door honger en dorst ijlende Richard. De job werd Cunningham wederom aangeboden en deze keer aanvaardde hij deze. Hij scheepte in op de Norfolk en bereikte Sydney in februari 1827. Zijn takenpakket stond hem echter tegen en na een paar maanden diende Cunningham zijn ontslag in. In april 1838 voer hij aan boord van het Franse schip L'Héroïne naar Nieuw-Zeeland maar keerde in oktober ziek terug naar Sydney. Hoewel zijn ziekte verergerde bleef hij planten verzamelen. Hij maakte plannen om John Clements Wickham te vergezellen op de derde reis van de HMS Beagle. Hij was echter zo ziek dat de Beagle zonder hem vertrok. Allan Cunningham stierf op 27 juni 1839 in Sydney.

## Nalatenschap
Hoewel Cunningham vooral bekend staat voor zijn verkenningsreizen en ontdekkingen was zijn grootste drijfveer de plantenkunde. Zijn collega-botanici hebben een aantal bomen naar hem genoemd :
- Araucaria cunninghamii, een conifeer
- Archontophoenix cunninghamiana, een palm
- Casuarina cunninghamiana
- Diploglottis cunninghamii (nu D. australis)
- Ficus cunninghamii (nu F. infectoria)
- Medicosma cunninghamii
- Nothofagus cunninghamii
- Pennantia cunninghamii
- Polyosma cunninghamii

Er werd ook een stekelskink naar hem vernoemd, de Egernia cunninghami. Mount Allan, Mount Cunningham, het plaatsje Allen in Queensland en het kiesdistrict Division of Cunningham in New South Wales zijn naar Cunningham vernoemd. Er werden gedenkstenen opgericht in de Cunningham-pas en in de koninklijke botanische tuinen van Sydney in New South Wales en een Cunningham-heuvel in Queensland.
Allen Cunningham beschreef en benoemde meer dan 1500 planten. De standaardafkorting A.Cunn. wordt gebruikt bij het citeren van door hem benoemde plantennamen.